# Michał Szyszko
Michał Szyszko (ur. 13 września 1882 w Krakowie, zm. 12 czerwca 1934 tamże) – polski działacz polityczny, poseł na Sejm II RP, nauczyciel.

## Życiorys
Ukończył studia w zakresie filologii polskiej na Uniwersytecie Jagiellońskim, miał dyplom doktora. Był nauczycielem języka polskiego w kilku krakowskim gimnazjach – III, VI i sióstr urszulanek. Ojciec profesora, chirurga Stanisława Szyszki.
Na początku lat 30. zasiadał w radzie miejskiej Krakowa. Był również prezesem miejscowego Związku Strzeleckiego. W 1930 został wybrany do Sejmu RP III kadencji z listy Bezpartyjnego Bloku Współpracy z Rządem, zmarł w trakcie kadencji parlamentarnej.
Został pochowany na cmentarzu Rakowickim w Krakowie (pas 49a).

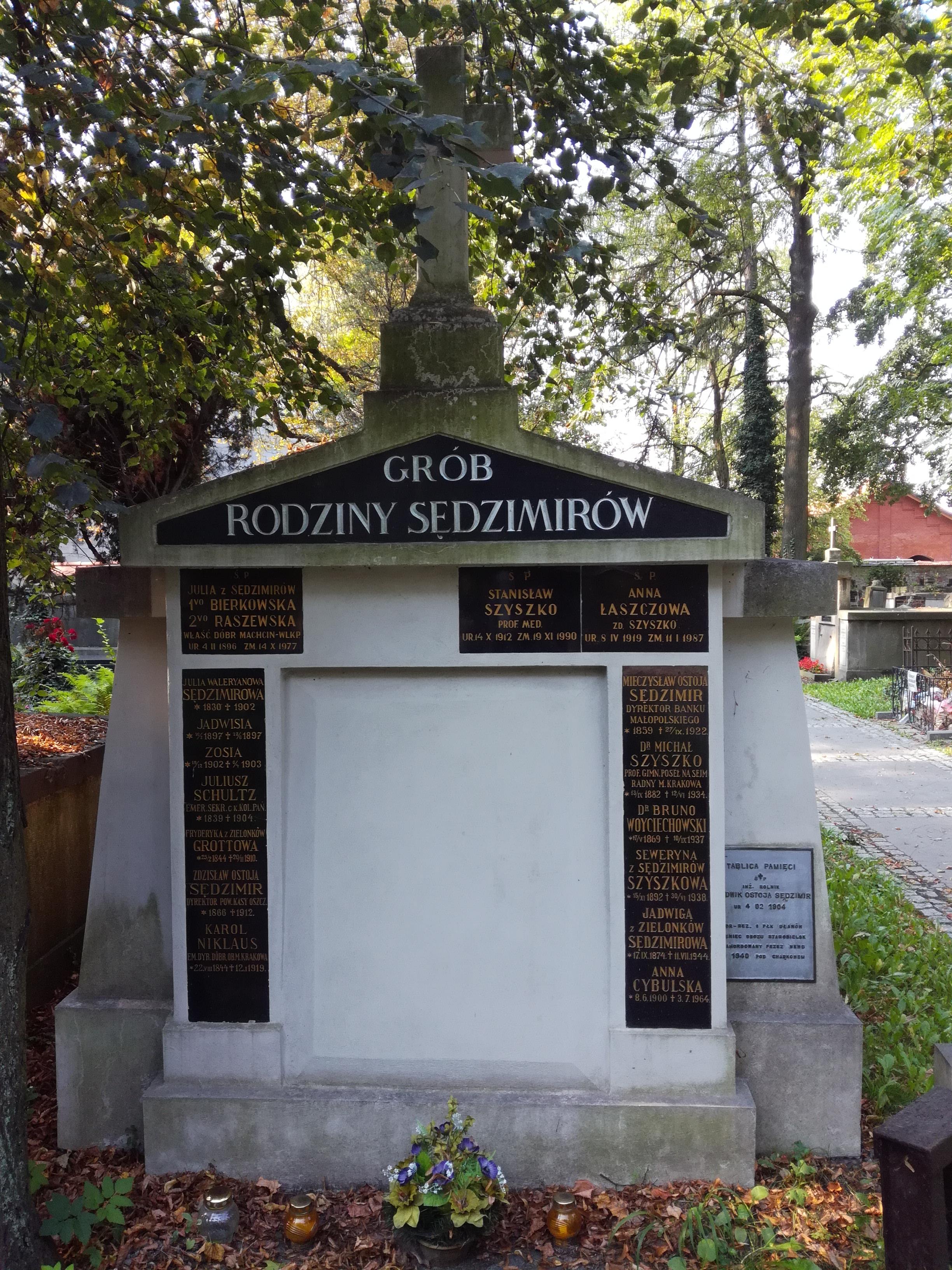
Grób prof. Stanisława i Michała Szyszki na cmentarzu Rakowickim w Krakowie